# Angelina Maccarone
Pour les articles homonymes, voir Maccarone.
Angelina Maccarone, née le 21 août 1965 à Pulheim, est une réalisatrice allemande (d'origine italienne).

## Filmographie

### Cinéma
- 1998 : Alles wird gut (+ scénario)
- 2005 : Fremde Haut (Fremde Haut) (+ scénario)
- 2007 : Verfolgt, également connu comme Hounded (titre international en anglais) et Punish Me (titre du DVD sorti aux États-Unis)
- 2007 : Vivere
- 2011 : The Look (+ scénario), présenté au Festival de Cannes[1]
- 2024 : Klandestin (+ scénario)[2]

### Télévision
- 1995 : Kommt Mausi raus?! coréalisation avec Alexander Scherer (+ scénario)
- 1998 : Ein Engel schlägt zurück (+ scénario)
- 2007 : Wem Ehre gebührt épisode de la série Tatort (+ scénario)
- 2008 : Erntedank e.V. épisode de la série Tatort (+ scénario)
- 2009 : Borowski und die Sterne épisode de la série Tatort (+ scénario)
- 2014 : Hexenjagd épisode 8 de la saison 43 de la série Police 110 (+ scénario)

## Récompenses & nominations

### Récompenses
- 2006 : Léopard d'or (Cinéastes du Présent) pour Verfolgt au Festival international du film de Locarno ;
- 2005 : Hessian Film Award, Feature Film (Spielfilm), "Fremde Haut" (2005)
- 1998 : Cologne Conference, "Engel schlägt zurück, Ein" (1998) (TV)
- 1998 : L.A. Outfest, Audience Award, Outstanding Narrative Feature "Alles wird gut" (1998)
- 1998 : Toronto Inside Out Lesbian and Gay Film and Video Festival, Best Feature "Alles wird gut" (1998)

### Nominations
- 2005 : Karlovy Vary International Film Festival, Crystal Globe, "Fremde Haut" (2005)